# Puchar Włoch w rugby union mężczyzn (2007/2008)
Puchar Włoch w rugby union mężczyzn (2007/2008) – dwudziesta edycja Pucharu Włoch mężczyzn w rugby union. Zarządzane przez Federazione Italiana Rugby zawody odbywały się w dniach 3 lutego 2008 – 17 marca 2008, czyli w czasie rozgrywania Pucharu Sześciu Narodów 2008.
W rozegranym w Parmie finale drużyna Overmach Cariparma wyraźnie pokonała zespół z Padwy powtarzając tym samym sukces sprzed dwóch lat.

## System rozgrywek
Do rozgrywek przystąpiło wszystkie dziesięć zespołów najwyższej klasy rozgrywkowej, pozbawionych reprezentantów kraju. Zostały one podzielone na dwie grupy po pięć drużyn. Rozgrywki prowadzone były w pierwszej fazie systemem kołowym według modelu jednorundowego. Druga faza rozgrywek dla najlepszych dwóch drużyn z każdej grupy obejmowała mecze systemem pucharowym o puchar kraju. Półfinały rozgrywane były na boisku drużyny, która po rundzie grupowej była wyżej sklasyfikowana. Zwycięzcy zaś spotkali się w decydującym o trofeum meczu finałowym.

## Faza grupowa

### Wyniki
| Kolejka | Data       | Gospodarze        | Wynik   | Goście            | Stadion                                 |
| ------- | ---------- | ----------------- | ------- | ----------------- | --------------------------------------- |
| 1.      | 2008-02-03 | Carrera Petrarca  | 59 – 10 | Rolly Gran Parma  | Centro Geremia, Padwa                   |
| 1.      | 2008-02-03 | FEMI-CZ Rovigo    | 0 – 31  | Benetton Treviso  | Stadio Mario Battaglini, Rovigo         |
| 2.      | 2008-02-09 | Benetton Treviso  | 43 – 0  | Casino di Venezia | Stadio comunale Gianni Visentin, Paese  |
| 2.      | 2008-02-09 | Rolly Gran Parma  | 23 – 10 | FEMI-CZ Rovigo    | Stadio Sergio Lanfranchi, Parma         |
| 3.      | 2008-02-17 | FEMI-CZ Rovigo    | 12 – 45 | Carrera Petrarca  | Stadio Mario Battaglini, Rovigo         |
| 3.      | 2008-02-17 | Casino di Venezia | 19 – 14 | Rolly Gran Parma  | Stadio Comunale Quarta, Mogliano Veneto |
| 4.      | 2008-02-24 | Carrera Petrarca  | 16 – 7  | Casino di Venezia | Centro Geremia, Padwa                   |
| 4.      | 2008-02-24 | Rolly Gran Parma  | 23 – 38 | Benetton Treviso  | Stadio Sergio Lanfranchi, Parma         |
| 5.      | 2008-03-02 | Benetton Treviso  | 17 – 20 | Carrera Petrarca  | Stadio comunale Gianni Visentin, Paese  |
| 5.      | 2008-03-02 | Casino di Venezia | 34 – 17 | FEMI-CZ Rovigo    | Stadio Comunale, Favaro Veneto          |

| Kolejka | Data       | Gospodarze          | Wynik   | Goście              | Stadion                            |
| ------- | ---------- | ------------------- | ------- | ------------------- | ---------------------------------- |
| 1.      | 2008-02-03 | Almaviva Capitolina | 21 – 27 | Overmach Cariparma  | Stadio di Corviale, Rzym           |
| 1.      | 2008-02-03 | Amatori Catania     | 13 – 22 | Cammi Calvisano     | Stadio Grotta Polifemo, Milazzo    |
| 2.      | 2008-02-09 | MPS Viadana         | 37 – 13 | Amatori Catania     | Stadio Luigi Zaffanella, Viadana   |
| 2.      | 2008-02-09 | Cammi Calvisano     | 26 – 11 | Almaviva Capitolina | Stadio San Michele, Calvisano      |
| 3.      | 2008-02-17 | Overmach Cariparma  | 20 – 12 | MPS Viadana         | Stadio Sergio Lanfranchi, Parma    |
| 3.      | 2008-02-17 | Amatori Catania     | 15 – 9  | Almaviva Capitolina | Stadio della Cittadella, Katania   |
| 4.      | 2008-02-24 | Cammi Calvisano     | 17 – 28 | Overmach Cariparma  | Stadio San Michele, Calvisano      |
| 4.      | 2008-02-24 | Almaviva Capitolina | 18 – 19 | MPS Viadana         | Stadio di Sandro Quatrini, Viterbo |
| 5.      | 2008-03-02 | Overmach Cariparma  | 33 – 23 | Amatori Catania     | Stadio Sergio Lanfranchi, Parma    |
| 5.      | 2008-03-02 | MPS Viadana         | 27 – 17 | Cammi Calvisano     | Stadio Luigi Zaffanella, Viadana   |

## Półfinały
| 8 marca 2008 | Carrera Petrarca | 12:8 | MPS Viadana | Centro Geremia, Padwa |
| 8 marca 2008 |                  | 12:8 |             | Centro Geremia, Padwa |

| 8 marca 2008 | Overmach Cariparma | 14:10 | Benetton Treviso | Stadio Sergio Lanfranchi, Parma |
| 8 marca 2008 |                    | 14:10 |                  | Stadio Sergio Lanfranchi, Parma |

## Finał
| 16 marca 2008 | Overmach Cariparma | 32:10 | Carrera Petrarca | Stadio Sergio Lanfranchi, Parma |
| 16 marca 2008 |                    | 32:10 |                  | Stadio Sergio Lanfranchi, Parma |

## Statystyki

### Punkty
- Barry Irving (Overmach Cariparma): 54 (6 pd, 14 K)
- Davide Duca (Benetton Treviso): 49 (1 P, 16 pd, 3 K, 1 dg)
- Giacomo Preo (Carrera Petrarca): 36 (1 P, 11 pd, 3 K)

### Przyłożenia
- 5: Vittorio Candiago (Benetton Treviso)
- 4: Emiliano Mulieri (Benetton Treviso)
- 3:
  - Pedro Garzon (Amatori Catania)
  - Sisa Koyamaibole (Carrera Petrarca)
  - Zane Ansell (Benetton Treviso)